# 阿纳托利·布拉托夫
阿纳托利·伊万诺维奇·布拉托夫（俄语：Анато́лий Ива́нович Бла́тов，1914年7月11日—1988年10月1日），苏联外交官，是苏联领导人列昂尼德·伊里奇·勃列日涅夫的助理秘书。